# Грудень 2017
Грудень 2017 — дванадцятий місяць 2017 року, що розпочався в п'ятницю 1 грудня та закінчився в неділю 31 грудня.

## Події
- 1 грудня
  - Набув чинності закон, за яким 25 грудня (Різдво Христове за григоріанським і новоюліанським календарями) стає вихідним днем, а 2 травня — робочим днем.
  - Згідно Закону України «Про державний бюджет на 2017 рік», збільшився прожитковий мінімум на 78 гривень, або на 4,63 % (до 1 762 гривень), а також зросли соціальні допомоги, розмір яких залежить від даного мінімуму[1].
  - Україна залишається єдиною країною Європи, що не купила прав на трансляцію Олімпійських ігор 2018[2], вже точно не буде акредитованих журналістів на змаганнях, незважаючи на те, що ціна трансляція була знижена з 5 млн євро до 5 млн доларів за пакет трансляцій Олімпійських ігор 2018 та 2020[3]. О 16:30 відбудеться засідання Кабміну, на якому буде прийняте остаточне рішення щодо купівлі обмежених прав на трансляцію
- 2 грудня
  - Шторм на Шрі-Ланці Оцхі забрав життя 26 осіб. Серед загиблих є українець.[4]
- 3 грудня
  - У Києві кілька тисяч демонстрантів вийшли на марш за підтримку прийняття закону про імпічмент[5].
- 4 грудня
  - Екс-президент Ємену Алі Абдалла Салех загинув у результаті нападу повстанців-хуситів[6].
- 5 грудня
  - Верховна Рада України схвалила приєднання України до Міжнародного агентства з відновлюваних джерел енергії[7].
  - СБУ намагалась затримати скандального політика Саакашвілі, цьому завадили невідомі особи, ввечері того ж дня його оголошено в розшук[8].
  - Виконком Міжнародного олімпійського комітету відсторонив російську збірну від участі в зимових Олімпійських іграх 2018 через системне зловживання допінгом[9]
  - У віці 96 років помер Міхай I, останній король Румунії[10].
- 6 грудня
  - Президент США Дональд Трамп підписав розпорядження щодо визнання столицею Ізраїлю міста Єрусалим й перенесення посольства з Тель-Авіва[11].
- 7 грудня
  - Верховна Рада України продовжила мораторій на продаж сільгоспземель до 2019 року[12].
  - Кріштіану Роналду уп'яте став володарем нагороди «Золотий м'яч»[13].
- 8 грудня
  - Національна поліція після невдалої спроби СБУ, затримала політика Міхеіла Саакашвілі[14][15]
- 9 грудня
  - 30-та щорічна церемонія вручення премії «Європейський кіноприз» за досягнення в європейському кінематографі. Найкращим фільмом було визнано стрічку «Квадрат» режисера Рубена Естлунда.[16]
- 10 грудня
  - Український боксер Василь Ломаченко захистив чемпіонський пояс за версією WBO у другій напівлегкій вазі в бою з кубинцем Гільєрмо Рігондо, достроково технічним нокаутом[17].
  - СБУ розсекретила документи НКДБ СРСР про створення Московської Патріархії. Вони свідчать, що всі делегати Помісного Собору РПЦ[ru] 1945 року були завербовані чекістами.[18]
- 11 грудня
  - Президент США Дональд Трамп підписав указ про відновлення місячної програми США[19].
  - В Печерському районному суді міста Києва відбувся суд над затриманим політиком Міхеілом Саакашвілі. [20]
- 12 грудня
  - ХАМАС оголосив про початок третьої інтифади[21].
- 13 грудня
  - Чорногорська мова отримала офіційне визнання і реєстрацію від Міжнародної організації зі стандартизації[22].
  - Українсько-польські відносини: президент Польщі Анджей Дуда відвідав Україну та зустрівся з Президентом України Петром Порошенком[23][24].
- 14 грудня
  - Київська обласна рада підтримала перейменування Переяслава-Хмельницького на Переяслав.[25].
  - Повернення на Землю корабля Союз МС-05 з трьома космонавтами, учасниками експедицій 52 та 53 на борту (С. Рязанський, Р. Брезник та П. Несполі).[26]
- 15 грудня
  - Президент України присвоїв Окремому президентському полку почесну назву імені гетьмана Богдана Хмельницького та вручив бойове знамено[27].
  - У 100-річчя заснування Генерального суду УНР почав діяти новий Верховний Суд України, набрали чинності нові процесуальні кодекси[28].
- 16 грудня
  - Мадридський Реал утретє став переможцем Клубного чемпіонату світу з футболу. У фіналі він переміг бразильський Греміо[29].
  - Повінь на Закарпатті призвела до підтоплення 2,4 тисяч гектар, переливу восьми ділянок автодоріг та необхідності евакуації 146 людей із 40 затоплених осель у с. Вільхівка Іршавського району. Перелив річки Боржави через дамби перевищив рівень катастрофічного паводка 1998 року[30][31].
- 17 грудня
  - Казахська співачка Данелія Тулєшова перемогла у четвертому сезоні всеукраїнського телепроєкту «Голос. Діти» на «1+1»[32].
  - Запуск до МКС корабля Союз МС-07 із трьома космонавтами на борту, учасників експедиції-54/55[33].
  - Курс біткойна виріс до 20 тис. доларів[34]
  - Під час «Маршу за імпічмент» у Києві Міхеіл Саакашвілі закликав своїх прихильників захопити Міжнародний центр культури і мистецтв із метою зробити там свій штаб.[35] У цей час там проходив концерт Оркестру Гленна Міллера з повною залою глядачів. Будівлю було очеплено підрозділами національної поліції та національної гвардії. Відбулися сутички під час спроби захоплення, що призвели до пошкодження дверей будівлі. Постраждали декілька правоохоронців та прихильників Саакашвілі.[36] Будівлю захоплено не було[37].
- 18 грудня
  - Мова програмування Perl святкує 30 річний ювілей, на поточний час вона залишається однією з найпоширеніших мов програмування[38].
- 19 грудня
  - Генеральна Асамблея ООН засудила порушення Росією прав людини в анексованому Криму[39].
  - Бій Ентоні Джошуа — Володимир Кличко визнано найкращим боксерським поєдинком 2017 року[40]
- 21 грудня
  - ЄС офіційно продовжив дію санкцій щодо Росії[41].
  - Міжнародний трибунал щодо колишньої Югославії, створений 1993 року, завершив свою роботу[42].
  - Генеральна Асамблея ООН закликала США скасувати визнання Єрусалима столицею Ізраїлю[43]
- 23 грудня
  - У результаті тропічного шторму на Філіппінах на острові Мінданао загинуло понад 200 людей[44].
  - Авторитетні видання у світі боксу Fight News та Boxing Scene визнали дворазового олімпійського чемпіона та лідера загального світового рейтингу серед профі українського боксера Василя Ломаченка найкращим боксером 2017 року, а чемпіонський бій Ентоні Джошуа — Володимир Кличко — найкращим боксерським поєдинком 2017 року.[45]
- 24 грудня
  - В Україні відзначають 80 років з дня народження В'ячеслава Чорновола, видатного українського політика, діяча руху опору проти зросійщення та національної дискримінації українського народу, політичного в'язня СРСР.[46]
- 26 грудня
  - Володар Золотого м'яча футболіст Джордж Веа обраний президентом Ліберії[47].
- 27 грудня
  - Звільнено 73 українських заручники, що утримувалися на окупованих територіях терористичними угрупованнями ЛНР та ДНР, в результаті обміну на 233 злочинців[48].
- 28 грудня
  - Українець Василь Ломаченко визнаний найкращим боксером світу 2017 року за версією телеканалу HBO.[49]
  - Президент Італії Серджо Матарелла розпустив парламент країни. Проведення дострокових виборів призначено на 4 березня.[50]
  - Іран охопила серія стихійних протестів[51].
- 29 грудня
  - Ізраїль оголосив про припинення членства в ЮНЕСКО. Рішення має вступити в силу 31 грудня 2018 року.[52]
- 31 грудня
  - Почав діяти безвізовий режим між Україною та ОАЕ[53].  Умови безвізового режиму було обговорено 2 листопада 2017 року, від 31 грудня того ж року громадяни України отримали право перебування в ОАЕ без візи до 30 днів. [54]